# Kurt Weckel
Kurt Weckel (* 15. März 1877 in Schedewitz; † 18. Juli 1956 in Hanau) war ein deutscher Politiker (SPD).

## Leben und Tätigkeit
Nach seiner schulischen Ausbildung absolvierte Weckel das Lehrerseminar in Schneeberg. Seine erste Lehrerstelle erhielt er 1896 in Rodewisch bei Auerbach. Zur selben Zeit trat er in den sächsischen Lehrerverein ein. 1898 wurde er nach Dresden versetzt.
Von 1918 bis 1922 gehörte Weckel der USPD an, für die er 1920 bis 1922 als Abgeordneter im Sächsischen Landtag saß.
1921 übernahm Weckel die Leitung der Dresdner Versuchsschule, die neue Unterrichtsmethoden erprobte.
1922 wechselte Weckel zur SPD. Für diese gehörte er bis 1933 dem Landtag als Abgeordneter an. Von 1929 bis 1932 amtierte er als Präsident des Sächsischen Landtages. Seine Wiederwahl am 24. November 1932 scheiterte an parteilichen Differenzen zwischen der SPD und der KPD, sodass August Eckardt von der DNVP mit nur 40 Stimmen zum neuen Präsidenten gewählt wurde, obwohl SPD und KPD zusammen bereits 45 Stimmen besaßen. Daneben war er von 1924 bis 1930 Vorsitzender des SPD-Unterbezirks Dresden und Mitglied landesweiter Parteigremien.
Kurz nach der Machtergreifung der Nationalsozialisten emigrierte Weckel im März 1933 in die Tschechoslowakei. Dort wurde er ein führendes Mitglied der Gewerkschaft der emigrierten deutschen Lehrpersonen. Infolge der deutschen „Zerschlagung der Rest-Tschechei“ und der Bildung des „Protektorats Böhmen und Mähren“ floh Weckel im April 1939 nach Großbritannien. Dort gehörte er zur Landesgruppe deutscher Gewerkschafter und arbeitete nach dem Beginn des Zweiten Weltkriegs in der Schulung von deutschen Kriegsgefangenen mit.
Von den Nationalsozialisten wurde Weckel nach seiner Emigration im Jahr 1933 als Staatsfeind eingestuft: Im Jahr 1937 wurde ihm die deutsche Staatsbürgerschaft aberkannt und dies öffentlich im Reichsanzeiger bekannt gegeben. Im Frühjahr 1940 setzte das Reichssicherheitshauptamt in Berlin ihn zudem auf die Sonderfahndungsliste G.B., ein Verzeichnis von Personen, die im Falle einer erfolgreichen deutschen Invasion Großbritanniens durch die Sonderkommandos der SS-Einsatzgruppen mit besonderer Priorität ausfindig gemacht und verhaftet werden sollten.
Nach dem Ende des Zweiten Weltkriegs zog Weckel noch 1945 kurz nach Westdeutschland. 1946 siedelte er in die SBZ über. Dort wurde er pädagogischer Berater in der Leipziger Schulverwaltung und dann ab 1950 Volksschullehrer bis zu seiner Entlassung 1952. Im Gefolge derselben verließ er die DDR noch 1952, um bis zu seinem Tod im hessischen Hanau zu leben.

## Schriften
- Gegen die Schulreaktion. Landtagsreden der Genossen vom 20. und 27. Januar 1925, 1925.